# C22H25N3O2
化学式C22H25N3O2的化合物（摩尔质量：363.46 g/mol）可以指：
- 布新洛尔，CAS号：71119-11-4
- Baxdrostat，CAS号：1428652-17-8

|  | 这个同类索引页列出了具有相同分子式的化学物（即同分異構體）条目。 除非您是有意链接至本页，否则应将相应条目的内部链接指向正确的条目。 |